# 朱利安·杰恩斯
朱利安·杰恩斯（1920年2月27日—1997年11月21日）是一位美国心理学家，普林斯頓大學教授，在其作品《神的沉默： 意识的诞生与文明的兴衰》（The Origin of Consciousness in the Breakdown of the Bicameral Mind，也称为《二分心智的崩塌：人类意识的起源》）中提出了“二分心智理論”。